# Lotyń (gromada)
Lotyń – dawna gromada, czyli najmniejsza jednostka podziału terytorialnego Polskiej Rzeczypospolitej Ludowej w latach 1954–1972.
Gromady, z gromadzkimi radami narodowymi (GRN) jako organami władzy najniższego stopnia na wsi, funkcjonowały od reformy reorganizującej administrację wiejską przeprowadzonej jesienią 1954 do momentu ich zniesienia z dniem 1 stycznia 1973, tym samym wypierając organizację gminną w latach 1954–1972.
Gromadę Lotyń z siedzibą GRN w Lotyniu utworzono – jako jedną z 8759 gromad na obszarze Polski – w powiecie szczecineckim w woj. koszalińskim na mocy uchwały nr 43/54 WRN w Koszalinie z dnia 5 października 1954. W skład jednostki weszły obszary dotychczasowych gromad Lotyń, Glinki Mokre, Glinki Suche, Lubniczka (bez Wojnowa, włączonego do nowo utworzonej gromady Żółtnica) i Węgorzewo Szczecineckie ze zniesionej gminy Okonek w tymże powiecie. Dla gromady ustalono 23 członków gromadzkiej rady narodowej.
31 grudnia 1959 do gromady Lotyń włączono wieś Wojnowo ze zniesionej gromady Żółtnica oraz wieś Wilcze Laski ze zniesionej gromady Turowo w tymże powiecie.
31 grudnia 1971 z gromady Lotyń wyłączono wsie Wilcze Laski i Wojnowo, włączając je do gromady Szczecinek w tymże powiecie, po czym gromadę Lotyń zniesiono, a jej (pozostały) obszar włączono do gromady Okonek tamże.